# Terzo occhio (rivista)
«Terzo occhio», nota anche come TerzoOcchio, è stata una rivista d'arte e letteratura fondata a Bologna nel 1975  da Giorgio Di Genova.
Diretta da Giovanni Puglisi e coordinata da Giorgio Di Genova, ha avuto come redattori Luigi Carluccio, Roberto Tassi, Luciano Caramel, Miklos N. Varga e Mario Verdone, con la collaborazione di centinaia di firme della storia e della critica d’arte italiana ed europea.
Edita dalle Edizioni Bora di Bologna fino al 2006, nel 2007 è stata ceduta all'Editrice Ulisse di Roma, che ne ha cessato la pubblicazione nel 2009.